# モーゼス・フィンリー
サー・モーゼス・フィンリー（Sir Moses I. Finley、1912年5月20日 - 1986年6月23日）は、アメリカ合衆国出身の歴史学者。専門は、古代ギリシア史。

## 来歴
ニューヨーク市生まれ。15歳の時、シラキュース大学でmagna cum laude等級で心理学およびコロンビア大学で公法および古代史で修士号を取得する。ドイツに留学するも、ナチス台頭で帰国。コロンビア大学、ニューヨーク市立大学、ラトガース大学で教鞭をとる。古代アテネにおける抵当権設定に関する研究、Studies in Land and Credit in Ancient Athens, 500-200 B.C. The Horos Inscriptions.[1952]で、学界に衝撃を与える。
1951年、カール・ウィットフォーゲルにより共産主義者との告発を受け、1952年3月、下院非米活動委員会に召喚されるが、合衆国憲法修正第5条を理由に共産主義との関係についての証言を拒否した。その後、ラトガース大学が設置した調査委員会の決議に基づいて、解雇される。
渡英し、1955年にケンブリッジ大学の古典学研究科講師として招聘され、1957年に同大学ジーザス・カレッジの特待校友に選出される。1962年にイギリス国籍を取得、1966年に同カレッジの古代社会史および経済史の上級講師となり、1970年から1980年にかけて古代史教授。1976年から1982年まで同大学ダーウィン・カレッジ（大学院大学）の学寮長を務めた。1971年、イギリス学士院に選出される。1979年、授爵。
The World of Odysseus『オデュッセウスの世界』では、ミルマン・パリーの口承文芸研究や、マルセル・モースの社会人類学の研究を援用しつつ『イリアス』と『オデュッセイア』を論じて話題となり、ホメロス研究の進展に貢献した。The Ancient Economy では古代経済をテーマとし、非市場経済には近代経済学とは異なる視点で分析をすることの重要性を指摘。Democracy, Ancient and Modern『古代と現代の民主主義』では、古代ギリシアと現代の民主主義を比較して論じている。

## 著書
- Studies in land and credit in ancient Athens, 500-200 B.C.: the horos inscriptions, Rutgers University Press, 1951.
- The world of Odysseus, Viking Press, 1954.

『オデュッセウスの世界』、下田立行訳、岩波書店〈岩波文庫〉、1994年
- The ancient Greeks: an introduction to their life and thought, Viking Press, 1963.

『古代ギリシア人』、山形和美訳、法政大学出版局、1989年
- Aspects of antiquity: discoveries and controversies, Chatto & Windus, 1968.
- Ancient Sicily to the Arab conquest, Viking Press, 1968.
- Early Greece: the bronze and archaic ges, Chatto & Windus, 1970.
- The Ancestral constitution: an inaugural lecture, Cambridge University Press, 1971.
- The Ancient economy, University of California Press, 1973.
- Democracy ancient and modern, Chatto & Windus, 1973.

『民主主義――古代と現代』、柴田平三郎訳、刀水書房、1991年 / 講談社〈講談社学術文庫〉、2007年。
- The use and abuse of history, Chatto & Windus, 1975.
- Ancient slavery and modern ideology, Chatto & Windus, 1980.
- The idea of a theatre: the Greek experience, British Mueum Pub. 1980.
- Economy and society in Ancient Greece, Chatto & Windus, 1981.
- Authority and legitimacy in the classical city-state, Munksgaard, 1982.
- Politics in the ancient world, Cambridge University Press, 1983.
- Ancient history: evidence and models, Chatto & Windus, 1985.

### 共著
- The Olympic Games: the first thousand years, with H.W. Pleket, Chatto & Windus, 1976.

### 編著
- The Greek historians: the essence of Herodotus, Thucydides, Xenophon, Polybius, selected and edited by M.I. Finley, Viking Press, 1959.
- Slavery in classical antiquity: views and controversies, edited by M.I. Finley, W. Heffer, 1960.

『西洋古代の奴隷制――学説と論争』、古代奴隷制研究会訳、東京大学出版会、1970年
- Studies in ancient society, edited by M.I. Finley, Routledge and K. Paul, 1974.
- Studies in Roman property, edited by M.I. Finley, Cambridge University Press, 1976.
- Atlas of classical archaeology, edited by M.I. Finley, McGraw-Hill, 1977.
- The Bücher-Meyer controversy, edited by Moses I. Finley, Arno Press, 1979.
- Trade and politics in the ancient world, edited by Moses I. Finley, Arno Press, 1979.
- The legacy of Greece: a new appraisal, edited by M.I. Finley, Clarendon Press, 1981.